# Союз ТМА-13
Союз ТМА-13 — російський пілотований космічний корабель, на якому здійснювався сорок третій пілотований політ до міжнародної космічної станції. Сімнадцятий політ космічного апарата серії «Союз» до МКС. Екіпаж корабля склав вісімнадцяту довготривалу експедицію до МКС. До складу експедиції входив шостий космічний турист Річард Герріот.

## Екіпаж
Екіпаж старту
- (ФКА) Юрій Лончаков (3)[2] — командир екіпажу.
- (НАСА) Майкл Фінк (2) — бортінженер.
- (НАСА) Річард Герріот (1) — учасник польоту.

Екіпаж посадки
- (ФКА) Юрій Лончаков
- (НАСА) Майкл Фінк
- / (ФКА) Чарльз Симоні — сьомий космічний турист

Дублюючий екіпаж
- (ФКА) Геннадій Падалка (3) — командир екіпажу.
- (НАСА) Майкл Барратт (1) — бортінженер.
- (ASRI) Нік Халік[de] (1) — учасник польоту.

## Події

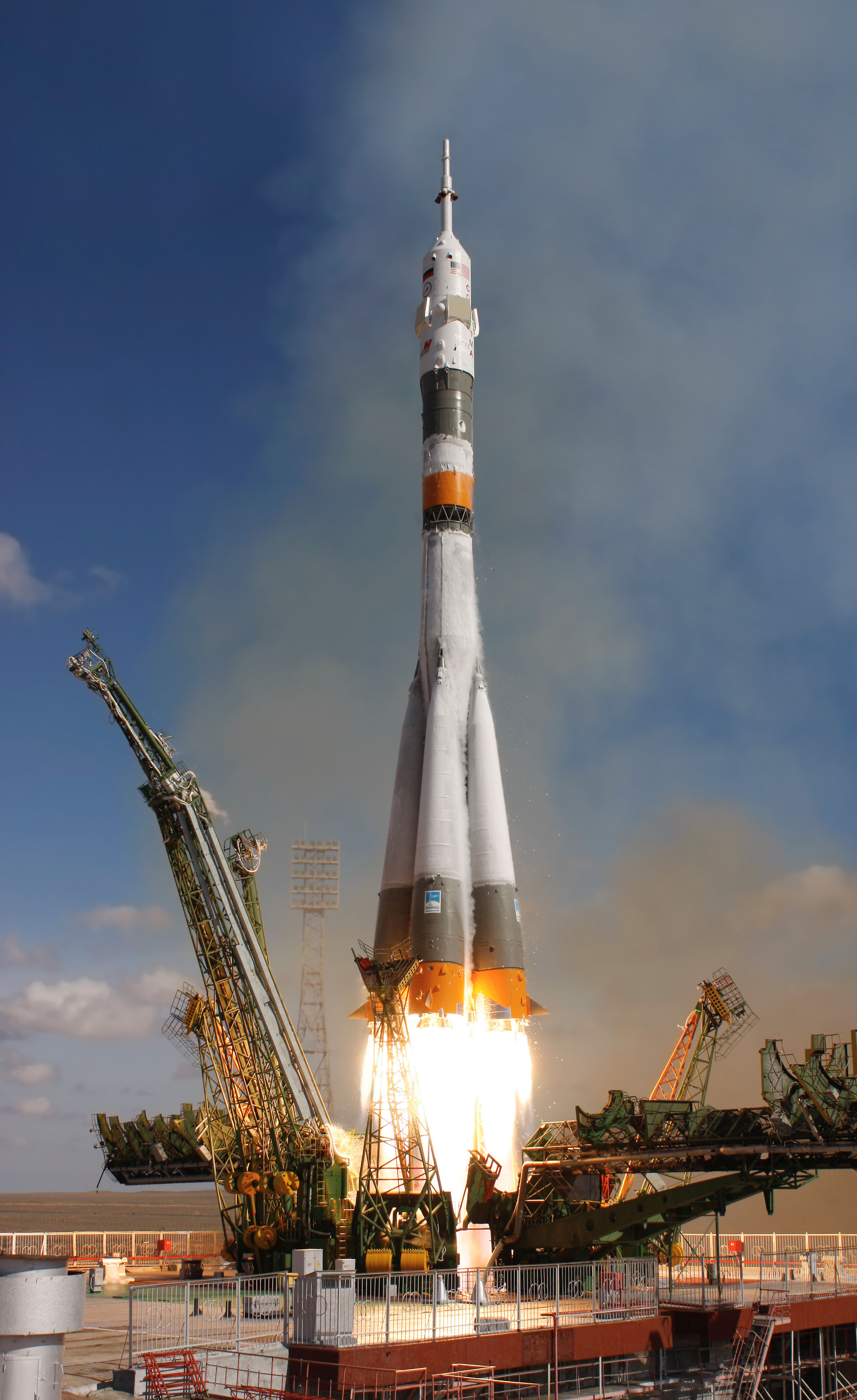
Старт корабля

- 13 лютого 2007 — НАСА оголосило склади майбутніх довготривалих екіпажів МКС. У тому числі згадувався складу ТМА-13: Шаріпов, Фінк, Гарріот.[3]
- 14 квітня 2008 — глава Роскосмосу Анатолій Пермінов, повідомив журналістам про можливе перейменування ТМА-13 в ТМА-14[4]
- 7 травня 2008 — за медичними показниками, зі складу екіпажу тимчасово виведений Саліжан Шаріпов.
- 12 жовтня 2008 — пілотований космічний корабель «Союз ТМА-13» стартував з космодрому Байконур в 11 годин 01 хвилину (за московським часом).[5]
- 14 жовтня 2008 — 08:26:14 UTC (12:26:14 мск) була здійснена стиковка корабля з МКС (до стикувального вузла ФГБ «Зоря»).

Під час польоту космонавти виконали два виходи у відкритий космос:
- 24 грудня 2008 — космонавти змонтували наукову апаратуру для європейського експерименту EXPOSE-R; встановили на модулі «Зірка» наукову апаратуру для експерименту «Імпульс», а також зняли з СВ «Пірс» другий із трьох контейнерів «Биориск-МСН».
- 10 березня 2009 — космонавти встановили на зовнішній поверхні службового модуля «Зірка» апаратуру для європейського наукового експерименту EXPOSE-R.
- 8 квітня 2009 — 02:55:30 UTC (06:55 мск) корабель відстикувався від МКС, гальмівний імпульс був виданий у 06:24 UTC (10:24 мск). О 7:16 UTC (11:16 мск) спусковий апарат корабля «Союз ТМА-13» здійснив м'яку посадку на північний схід від міста Джезказгана в Казахстані [6]

## «100-й пілотований політ Союзу»
За даними Роскосмосу, за період з 1967 року по теперішній час на навколоземну
орбіту під найменуванням «Союз» був виведений 101 космічний корабель. З них 97 кораблів використовувалися в пілотованому режимі (95 для доставки космонавтів на орбіту і повернення на Землю, 1 — тільки для доставки космонавтів у космос, 1 — тільки для повернення на Землю).

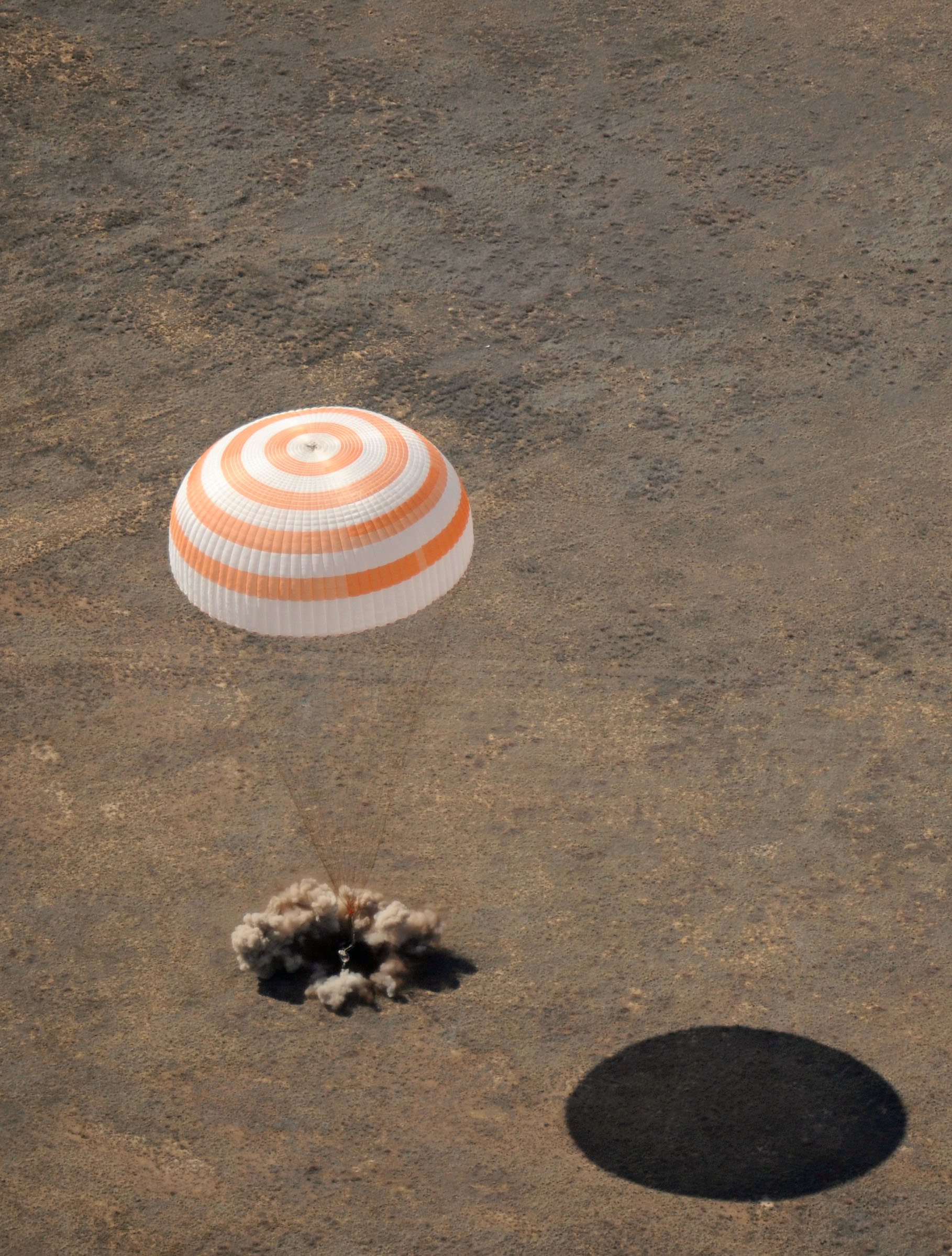
Посадка космічного корабля «Союз ТМА-13». 8 квітня 2009 року, Казахстан